# Rata
Rata (ukr. Рата Rata) – rzeka w południowo-wschodniej Polsce i na zachodniej Ukrainie, w dorzeczu Wisły. Długość – 76 km, powierzchnia zlewni – 1.820 km², z tego 70 km² (3,8%) w Polsce.
Rzeka o długości ok. 76 km. Odcinek źródliskowy znajduje się w Polsce, na terenie województwa podkarpackiego, w okolicach miejscowości Werchrata, w powiecie lubaczowskim. Następnie w okolicach wsi Prusie Rata wpływa na terytorium Ukrainy i przepływa przez obwód lwowski. Rata przepływa przez południową część Roztocza, przez miejscowości Rawa Ruska, Mosty Wielkie i uchodzi do Bugu w okolicach wsi Parchacz, koło Czerwonogrodu na wysokości 190 m n.p.m.

## Warunki hydrologiczne
Rzeka powstaje z połączenia trzech strumieni, około 2 km na wschód od wsi Werchrata w Polsce na wysokości ok. 278 m n.p.m. Płynie w kierunku wschodnim, przepływając przez Werchratę. Na północ od stacji kolejowej Werchrata rzeka przyjmuje dopływ Dziewięcierz, przez niektórych uważany za jeden z odcinków źródliskowych Raty. Dziewięcierz ma swoje źródła na granicy polsko-ukraińskiej, ok. 3 km na wschód od wsi Dziewięcierz. Po połączeniu obu potoków Rata płynie na wschód, przepływa przez miasteczka Rawa Ruska i w miejscowości Mosty Wielkie skręca na północ po czym wpada do Bugu we wsi Parchacz, na południe od Czerwonogrodu.
Rzeka posiada zasilanie śnieżno – deszczowe. W charakterystyce zlewni wyraźna jest asymetria i dominacja dopływów prawych, spływających z Roztocza. Do ważniejszych dopływów zaliczyć trzeba:
- lewe: Błotnia (uchodzi w Sielecu Bełskim)
- prawe: Żełdec (w Borowym), Świnica (w ok. Mostów Wielkich), Biła Rika i Moszczanka (w Butynach), Tylica (w ok. Potylicza), Dziewięcierz (w Werchracie)

## Budowa geologiczna
W górnym biegu rzeki Rata przepływa w większości przez obszar zalesiony, tworząc bardzo malownicze krajobrazy. Jest uważana za jedną z najpiękniejszych polskich rzek. Od miejscowości Rawa Ruska rzeka przepływa przez obszar bezleśny, a wody rzeki rozlewają się szeroko w dolinie, tworząc liczne obszary podmokłe. W dnie doliny, szczególnie pomiędzy Rawą Ruską a Mostami Wielkimi, dominują utwory nieprzepuszczalne (m.in. gliny), co sprawia, że rozwinęły się tutaj gleby bagienne i torfowiska. Rata to jedna z najczystszych rzek Europy.

## Znaczenie gospodarcze
W środkowym biegu rzeki, w częściowo zmeliorowanej dolinie rzecznej dominują łąki. Najprawdopodobniej z nazwą rzeki należy wiązać etymologię nazwy wsi Werchrata (pierwotnie "Wierzchrata", "Wichrata"), tłumaczonej jako "wzgórza nad Ratą".